# 郑州市金水区黄河路第二小学
郑州市金水区黄河路第二小学，是中国河南省郑州市的一所小学，位于河南省郑州市黄河路84号。

## 沿革
1957年学校创立，为金水区直属小学。